# Berlanga de Duero
Berlanga de Duero é um município da Espanha na província de Sória, comunidade autónoma de Castela e Leão, de área 220,18 km² com população de 1080 habitantes (2006) e densidade populacional de 4,91 hab./km².

## Demografia
| Variação demográfica do município entre 1991 e 2004 | Variação demográfica do município entre 1991 e 2004 | Variação demográfica do município entre 1991 e 2004 | Variação demográfica do município entre 1991 e 2004 |
| --------------------------------------------------- | --------------------------------------------------- | --------------------------------------------------- | --------------------------------------------------- |
| 1991                                                | 1996                                                | 2001                                                | 2004                                                |
| 1350                                                | 1238                                                | 1100                                                | 1099                                                |